# Radu Tudose
Radu Z. Tudose (n. 5 iunie 1928 – d. 5 martie 2008) a fost un inginer chimist român, membru corespondent (1991) al Academiei Române.